# اروکتو (شهرستان آلابقعه)
اروکتو (به لاتین: Örüktü) یک منطقهٔ مسکونی در قرقیزستان است که در شهرستان آلابقعه واقع شده‌است. اروکتو ۲٬۸۱۲ نفر جمعیت دارد.